# Companyia del Ferrocarril de Saragossa a Barcelona

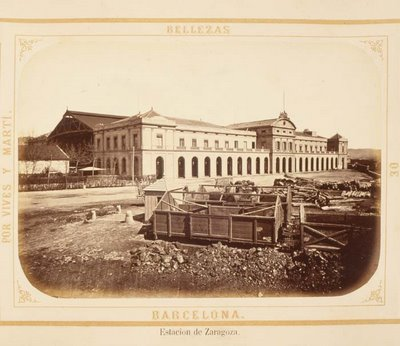
Estació terme de Barcelona del Ferrocarril de Saragossa, actualment part de l'Estació del Nord (Ferrocarrils del Nord) ara reconvertida en una estació d'autobusos i equipaments públics

La Companyia del Ferrocarril de Saragossa a Barcelona fou una societat creada el 1852 vinculada a Manuel Girona i Agrafel. amb la finalitat de construir i explotar una línia ferroviària entre Saragossa i Barcelona passant per Lleida, que es completà el 1862. L'any 1859 va entrar en servei el tram construït entre Sabadell (1855), Terrassa (1856) i Manresa.
El 1865 es fusionà amb la Companyia del Ferrocarril de Saragossa a Pamplona i esdevingué la Companyia dels Ferrocarrils de Saragossa a Pamplona i a Barcelona, que al seu torn fou absorbida el 1878 per la Companyia dels Camins de Ferro del Nord d'Espanya.